# It Comes and It Goes
Quiet Times este cel de-al treilea disc single extras de pe albumul Safe Trip Home, al interpretei de origine engleză, Dido. Cântecul a beneficiat de promovare notabilă în Italia și Elveția.